# ひびき (音響測定艦)
ひびき（ローマ字：JS Hibiki, AOS-5201）は、海上自衛隊の音響測定艦。ひびき型音響測定艦の1番艦。関門海峡北西の響灘から命名された。この命名基準で設定された艦名としては初。自然現象としての「響」としては旧日本海軍に暁型、神風型の２隻がある。

## 艦歴
「ひびき」は、中期防衛力整備計画に基づく平成元年度計画音響測定艦5201号艦として、三井造船玉野事業所で1989年11月28日に起工され、1990年7月27日に進水、同年11月13日に公試開始、1991年1月30日に就役し、海洋業務群に直轄艦として編入され呉に配備された。
配備後、同年3月9日より就役後の慣熟訓練を兼ねてアメリカカリフォルニア州オークランドまで回航され、SURTASSシステムを修得後、ハワイ州真珠湾でのソーナー・アレイを搭載し、装備認定試験終了後、同年10月17日に帰国する。1992年4月より本格的な部隊運用を開始し、陸上の対潜情報分析センターにおける実運用に入る。
2015年12月1日、海洋業務群が海洋業務・対潜支援群に改編され、同群隷下に新編された第1音響測定隊に編入された。
2017年11月1日、第1音響測定隊に海自艦艇として初めてクルー制が導入され今後は乗員を固定せず、3クルーが交互に乗組み2隻を運用する。2021年3月4日、音響情報収集体制増強のため、ひびき型の3番艦「あき」が就役したのに伴い、乗員体制が3隻による4クルー制に変更された。

### 歴代艦長
| 代 | 氏名     | 在任期間               | 出身校・期 | 前職                          | 後職                               | 備考 |
| -- | -------- | ---------------------- | ---------- | ----------------------------- | ---------------------------------- | ---- |
| 01 | 崎田正倫 | 1991.1.30 - 1993.1.31  | 防大11期   | ひびき艤装員長                | 海洋業務群司令部幕僚               |      |
| 02 | 吉原宣之 | 1993.2.1 - 1995.6.29   |            | 海洋業務群司令部              |                                    |      |
| 03 | 島田義一 | 1995.6.30 - 1997.12.21 | 防大14期   | ふしみ艦長                    | 横須賀教育隊教育第1部長            |      |
| 04 | 濱田一利 | 1997.12.22 - 1999.3.31 |            | 対潜資料隊海洋第2科長         | 第1海上訓練指導隊                  |      |
| 05 | 宮坂秀夫 | 1999.4.1 - 2000.7.31   |            | あかし艦長                    | 海上自衛隊第1術科学校              |      |
| 06 | 関 勇    | 2000.8.1 - 2001.6.28   |            | くまの艦長                    | 第2海上訓練指導隊                  |      |
| 07 | 川井信良 | 2001.6.29 - 2002.8.11  | 防大17期   | 海洋業務群司令部付            | 海洋業務群司令部                   |      |
| 08 | 澤田信雄 | 2002.8.12 - 2004.4.11  | 防大17期   | 海上自衛隊幹部学校研究部員    | 対潜資料隊副長                     |      |
| 09 | 大原知之 | 2004.4.12 - 2006.1.9   | 防大22期   | 艦艇開発隊企画科長            | はるな艦長                         |      |
| 10 | 古谷 剛  | 2006.1.10 - 2008.3.25  | 防大21期   |                               | 舞鶴システム通信隊司令             |      |
| 11 | 佐藤直孝 | 2008.3.26 - 2009.10.19 |            | 海洋業務群司令部              |                                    |      |
| 12 | 足立 敏  | 2009.10.20 - 2011.3.24 |            | すま艦長                      | 海上自衛隊幹部学校                 |      |
| 13 | 五領隆男 | 2011.3.25 - 2013.2.28  | 防大27期   | 海洋業務群司令部              | 対潜資料隊音響第2科長              |      |
| 14 | 内山兼一 | 2013.3.1 - 2015.4.2    | 防大29期   | わかさ艦長                    | 下北海洋観測所長                   |      |
| 15 | 間宮政信 | 2015.4.3 - 2017.3.23   | 防大34期   | わかさ艦長                    | 函館基地隊 →2017.3.27 松前警備所長 |      |
| 16 | 外園和治 | 2017.3.24 - 2017.10.31 | 防大33期   | 海上自衛隊第1術科学校学校教官 | 第1音響測定隊第1クルー長           |      |